# Leysera
Leysera es un género de plantas con flores perteneciente a la familia de las asteráceas. Comprende 30 especies descritas y de estas, solo 5 aceptadas. Es originario de Sudáfrica.

## Taxonomía
El género fue descrito por  Carlos Linneo  y publicado en Species Plantarum, Editio Secunda 1249. 1763. la especie tipo es: Leysera gnaphalodes (L.) L.	

## Especies
A continuación se brinda un listado de las especies del género Leysera aceptadas hasta agosto de 2012, ordenadas alfabéticamente. Para cada una se indica el nombre binomial seguido del autor, abreviado según las convenciones y usos.
- Leysera callicornia
- Leysera gnaphalodes (L.) L.
- Leysera gnaphaloides Thunb.
- Leysera leyseroides (Desf.) Maire
- Leysera tenella DC.